# L'Exposition de 1900
L'Exposition de 1900 és una pel·lícula muda francesa de Georges Méliès, estrenada el 1900, produïda per Star Film Company. Mostra l'Exposició Universal de París (1900). Actualment hi ha una còpia a la Biblioteca del Congrés dels Estats Units.